# حصان الحوض البربري
حصان الحوض البربري (بالفرنسية: Barbe du Hodh) هو سلالة من خيول السرج الرمادية، نشأت من منطقة الحوض في موريتانيا. ويستخدم بالأساس كحصان ركوب، وقد تم وصفه بشكل دقيق في المصادر الاستعمارية بغرب إفريقيا الفرنسية، والتي تؤكد جمالها وفائدتها.

## تاريخ
حصان الحوض البربري هو أحد أحصنة غرب إفريقيا البربرية والتي تنحدر من الحصان البربري المعروف. نشأت من منطقة الحوض من طرف قبائل صنهاجة تم انتشرت على نطاق واسع في جميع أنحاء غرب إفريقيا والساحل. وأثناء استعمار غرب إفريقيا من قبل فرنسا، وُصِف حصان الحوض بأنه أحد أفضل نماذج الخيول في كل غرب إفريقيا الفرنسية:
<<حصان الحوض وحده هو الذي يستحق الاهتمام، لما يقدمه له مربيوه من عناية خاصة. لقد حافظت على دمائها نقية تقريبًا...>>.

## المواصفات
يتم تصنيف حصان الحوض البربري ضمن أحصنة غرب إفريقيا البربرية من طرف منظمة الفاو ومكتب الكومنولث الزراعي وغيرهم.
يبلغ طوله ما بين 1.45 إلى 1.48 متر، ووزنه من 325 إلى 375 كجم، ولونه دائما ما يكون رمادي.
يعرف منه صنف واحد يسمى «الكريكيبات»، يوصف بأنه ذو قيمة عالية بسبب مشيته وقدرته على التحمل. وفقًا لجورج دوتريسول فإن هذا الصنف يتكيف تمامًا في شمال الساحل، وهو حساس جدًا للرطوبة.

## وصلات خارجية
<<منظمة الأغذية والزراعة / موريتانيا: أحصنة: حصان الحوض>>